# Orlan-10
Orlan-10 je bezpilotní průzkumný letoun určený k provozu v extrémních klimatických podmínkách. Pomocí vestavěné kamery umožňuje tento dron sledovat rozsáhlé území. Je poháněný dvoulistou vrtulí umístěnou v přední části. Vzlet je zajištěn pomocí katapultu a přistání pomocí padáku. Systém Orlan-10 je ovládán dvou nebo tříčlennou posádkou. Byl vyvinut Speciálním technologickým centrem v Petrohradě.

## Konstrukce
Při stavbě byla použita modulární architektura, která umožňuje velmi rychle měnit vybavení letadla a přepravovat ho v rozloženém stavu. Dron je vybaven upraveným fotoaparátem Cannon 800D v 3D tiskem vytištěném držáku, gyroskopicky stabilizovanou televizní kamerou a termovizí. Pozemní řídící stanice umožňuje ovládat až 4 drony současně. Jeden z nich může být použit k přenosu signálu z řídící stanice směrem k dalším, které již nejsou v jejím dosahu. Dosah signálu z řídící stanice je 180–200 km.
Po vyplnění stanovené úlohy je dron naveden operátorem do určité oblasti, kde přistane pomocí zabudovaného padáku. Kromě toho má integrované ještě dva bezpečnostní systémy, které chrání palubní přístroje v případě tvrdého přistání.
Benzínový motor umožňuje dronu letět maximální rychlostí 170 km/h a vydržet ve vzduchu až 18 hodin. Maximální vzletová hmotnost stroje je 18 kg, z toho užitečné zatížení představuje 5 kg.

## Nasazení

### Arktida
V dubnu 2015 Rusko dislokovalo drony Orlan-10 v Arktidě. Používají se tam ke sledování námořních tras a na pomoc při záchranných operacích. Při teplotách klesajících až na −30 °C je Orlan-10 jedním z mála dronů, schopných operovat v arktickém prostředí.[zdroj⁠?!]

### Válka na Donbasu
Podle prohlášení ukrajinské armády byly ruské drony vícekrát zaznamenány nad válečnou oblastí v okolí Donbasu. V květnu 2014 bylo sestřeleno jedno z těchto průzkumných zařízení, které je údajně modifikací ruského bezpilotního letounu Orlan-10. Bylo vybaveno přístroji na 3D mapování území a monitorování bojů v reálném čase. Podle ukrajinských záznamů bylo od začátku konfliktu na Donbasu sestřeleno nebo spadlo celkem osm těchto bezpilotních letadel.

### Ruská intervence v Sýrii
Jak potvrdil mluvčí ruské armády Igor Konašenkov, ruské drony monitorují ze vzduchu území bojů v Sýrii. 16. října 2015 sestřelila turecká stíhačka na syrsko-turecké hranici letadlo Orlan-10.

### Rumunsko
V neděli 13. března 2022 dopadl neoznačený Orlan-10 na pole nedaleko obce Dumitra v okrese Bistrița-Năsăud na severu Rumunska, pravděpodobně v souvislosti s ruským útokem proti Ukrajině.

### Ruská invaze na Ukrajinu
Rusko nasadilo typ Orlan-10 do útoku proti Ukrajině zahájeného v únoru 2022 a dle nezávislého webu Oryx během invaze ztratilo nejméně 167 letounů a jednu pozemní řídící stanici.

## Specifikace

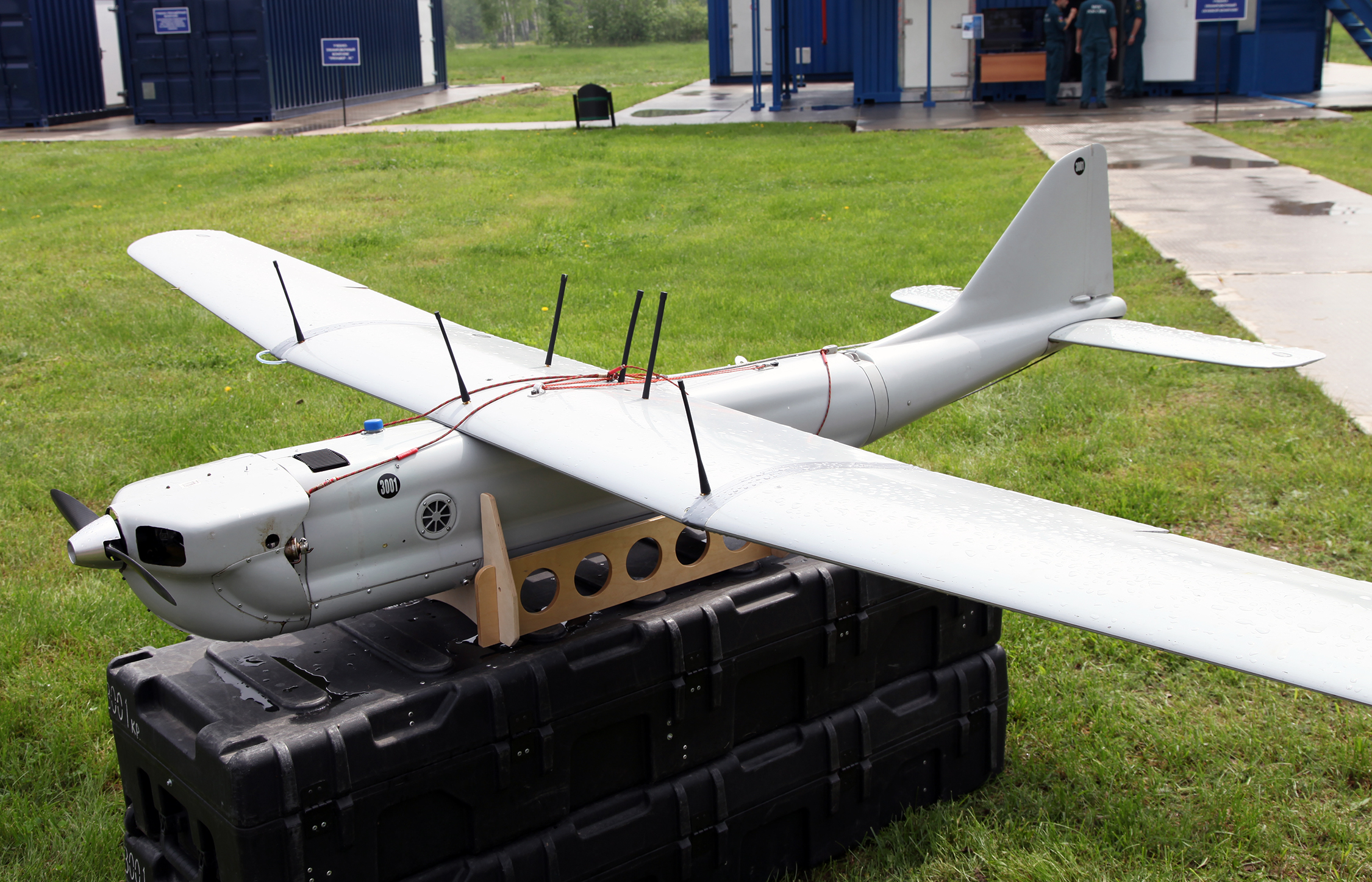
Průzkumný bezpilotní letoun Orlan-10

### Hlavní charakteristiky
- Posádka: 0 (ovládané na dálku 2–3 osobami)
- Délka: 1,8 m
- Rozpětí křídel: 3,1 m
- Prázdná hmotnost: 12,5 kg
- Maximální vzletová hmotnost 18 kg

### Výkony
- Cestovní rychlost: 100–150 km/h
- Dolet: 600 km
- Akční rádius: 50-120 km
- Dostup: 6000 m
- Výdrž: 10–18 hodin[8]